# Maurice Steger

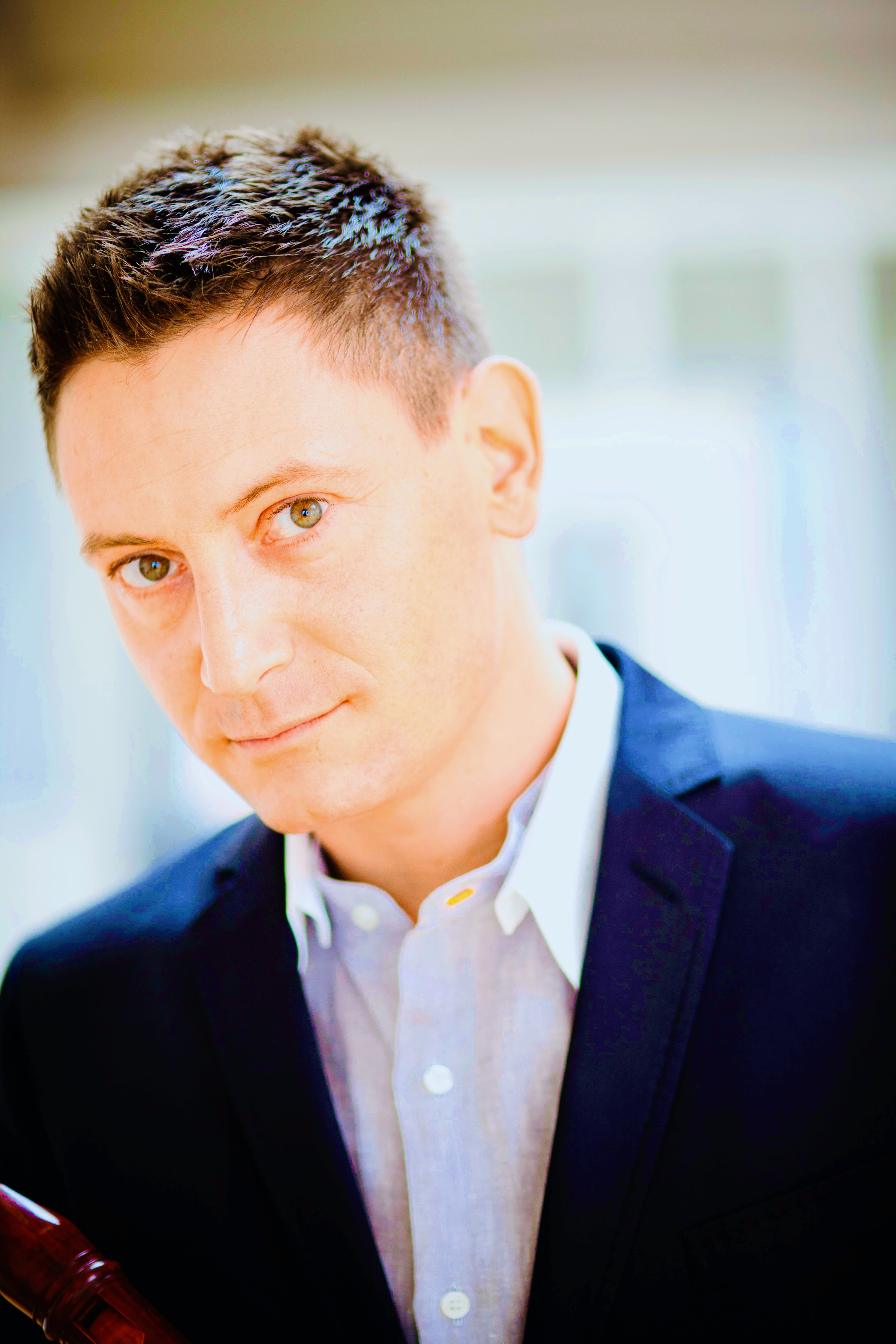
Maurice Steger (2011)

Maurice Steger (* 1971 in Winterthur) ist ein Schweizer Blockflötist, Dirigent und Professor mit Schwerpunkt im Bereich der Alten Musik. Außerdem ist er künstlerischer Leiter der Stockstädter Blockflötenfesttage.

## Leben und Wirken
Maurice Steger studierte Blockflöte an der Musikhochschule Zürich bei Pedro Memelsdorf sowie in der Meisterklasse von Kees Boeke und erlangte 1995 das Solistendiplom mit Auszeichnung. Er gewann mehrere Preise. Später folgten Dirigierstudien bei Marcus Creed.
Steger konzertiert als Solist und in Doppelfunktion als Solist und Dirigent. Er spielte mit Ensembles wie Musica Antiqua Köln, La Cetra Barockorchester Basel, Akademie für Alte Musik Berlin, Europa Galante, The English Concert, I Barocchisti, Berliner Barock Solisten, English Chamber Orchestra sowie Les Violons du Roy. Er arbeitete als Solist und Kammermusiker mit Dirigenten und Musikern zusammen wie Howard Griffiths, Bernard Labadie, Reinhard Goebel, Hille Perl, Marco Postinghel, Cecilia Bartoli, Igor Oistrach, Ruth Ziesak, Fabio Biondi, Andreas Scholl, Nuria Rial, Sandrine Piau, Diego Fasolis, Rainer Kussmaul, Sol Gabetta und Albrecht Mayer. Dabei trat er Konzertsälen wie der Wigmore Hall, der Berliner Philharmonie, dem Teatro Real, dem Concertgebouw Amsterdam, dem Berliner Konzerthaus, der Musikhalle Hamburg, der Accademia Santa Cecilia Rom oder  der Züricher Tonhalle auf.
Als Dirigent leitete er Orchester wie das hr-Sinfonieorchester, das Malaysian Philharmonic Orchestra, das Zürcher Kammerorchester, das Orchestra della Svizzera italiana, das Brandenburgische Staatsorchester, Les Violons du Roy, das Sinfonieorchester Basel, die NDR Radiophilharmonie, die Bochumer Symphoniker oder das Taipei Symphony Orchestra.
Neben der historischen Aufführungspraxis widmet er sich Programmkonzeptionen mit Kombinationen Alter und Neuer Musik. Außerdem beschäftigt er sich mit Wiederentdeckung weniger gespielter Werke, insbesondere mit der Wiederveröffentlichung der Werke von Giuseppe Sammartini.
Steger unterrichtet seit 2015 als Dozent für Blockflöte an der Hochschule für Musik Nürnberg, im Jahr 2020 erhielt er die Ernennung zum Honorarprofessor. Seit 2013 ist er Direktor und Professor der jährlich vom Gstaad Menuhin Festival veranstalteten Gstaad Baroque Academy.  Regelmäßig wirkt er als Dozent bei internationalen Meisterkursen in Europa, Asien, Afrika und Amerika. Als Musikpädagoge engagiert er sich für die Förderung der musikalischen Früherziehung, indem er hunderte von Kinderkonzerten gab, für die er das Projekt „Tino Flautino“ entwickelte und Musikmärchen entwarf. Steger ist Präsident der Fachkommission des Schweizerischen Jugendmusikwettbewerbs (SJMW) und Intendant der Blockflötenfesttage in Bad Kissingen.
Steger erhielt zahlreiche wichtige Schallplattenpreise und Auszeichnungen, zum Beispiel den Echo Klassik.

## Auszeichnungen (Auswahl)
- 2002: Karajan-Preis des Eliette von Karajan-Kulturfonds[3]
- 2015: Echo Klassik in der Kategorie „Instrumentalist des Jahres (Flöte)“[7]

## Diskografie (Auswahl)
- An Italian Ground. Werke von u. a. Fontana, Piccini, Vivaldi, Scarlatti, Sammartini (Claves Records; 1994)
- An English Collection. Mit Continuo Consort, Naoki Kitaya (Claves Records; 1996)
- La Castella. Italian Baroque Virtuoso Instrumental Music (Claves Records; 1998)
- Georg Philipp Telemann: Solos & Trios (Claves Records; 2001)
- Georg Philipp Telemann: Flötenquartette. Mit Musica Antiqua Köln und Reinhard Goebel (Deutsche Grammophon/Archiv Produktion; 2005)
- Maurice Steger: Porträt. Werke von u. a. Nicholas le Stange, Robert Carr, Antonio Vivaldi, G. Ph. Telemann (Claves Records; 2005)
- Georg Philipp Telemann: Blockflöten-Werke. Mit Akademie für Alte Musik Berlin (Harmonia Mundi; 2006)
- Giuseppe Sammartini: Sonate per flauto e basso continuo. Mit u. a. Sergio Ciomei, Margret Köll, Mauro Valli, Christian Beuse (Harmonia Mundi; 2007)
- Venezia 1625: Maurice Steger & Ensemble. Werke von Fontana, Uccellini, Storace, Rossi, Castello, Piccini (Harmonia Mundi; 2009)
- Mr. Corelli in London. Recorder Concertos. La Follia after Corellis op. 5. Mit The English Concert und Laurence Cummings, Cembalo (Harmonia Mundi USA; 2010)
- Una Follia di Napoli anno 1725: Recorder Concerti & Sinfonie per Flauto. Werke von u. a. Sarro, D. Scarlatti, Fiorenza, Barbella, Mancini. Mit seinem Consort (Harmonia Mundi France; 2012)
- Souvenirs d’Italie: Count Harrach’s Musical Diarys. Concerti und Sonaten von u. a. Sammartini, Caldara, Vinci, Hasse, Piani, Fiorenza (Harmonia Mundi; 2016)
- Antonio Vivaldi: Concerti per flauti Antonio Vivaldi, I Barocchisti, Diego Fasolis (Harmonia Mundi France; 2014)
- Baroque Twitter: Arias and Concerti. Mit Nuria Rial, Kammerorchester Basel (Sony Music Entertainment; 2018)
- Mr Handel's Dinner. George Frideric Handel & Friends. Werke von Händel, Finger, Geminiani, William Babell. Mit La Cetra Barockorchester Basel; Sebastian Wienand, Cembalo und Orgel (Harmonia Mundi; 2019)
- Tino Flautino und die Zaubermelodie. Ein Musikmärchen für Kinder ab 5 Jahren. Musik von Rodolphe Schacher, UA Mai 2009 (Schweizerischer Lehrmittelverlag)
- Tino Flautino und sein Blockflötenspiel. Ein Musikmärchen für Kinder ab 4 Jahren (Philips/Universal Music, CD 476 111-0, MC 476 116-1)
- Leonard Bernstein: Piano & Chamber Music. Mit Wayne Marshall, Benyamin Nuss, Andy Miles, Maria Kliegel, Paul van Zelm u. a. (WDR Köln mit AVI Music; 2018)
- A Tribute to Bach. Werke von Johann Sebastian Bach. Mit La Cetra Barockorchester Basel; Sebastian Wienand[8], Cembalo und Orgel (Berlin Classics; 2023)